# Борель, Пьер
Пьер Борель (фр. Pierre Borel, лат. Petrus Borellius; 1620, Кастр — 1671, Кастр) — французский учёный (ботаник, оптик, химик).

## Биография
В 1640 году стал врачом в Университете Монпелье.
В 1654 году стал врачом короля Франции Людовика XIV.
В 1663 году женился на Эстер де Боннафус.
В 1674 году стал членом французской Академии.

## Сфера научных интересов
- Оптика.
- Древняя история.
- Филология и библиография.

### Труды
- Les antiquités de Castres, 1649.
- Bibliotheca chimica, 1654.
- Trésor de recherches et d’antiquités gauloises et françaises, 1655.
- Historiarium et observationum medico-physicarum centuria IV, 1653, 1656.
- De vero telescopii inventore, 1655.
- Vitae Renati Cartesii, summi philosophi compendium, 1656.
- Discours nouveau prouvant la pluralité des mondes, 1657.